# Sept nouvelles villes-merveilles
 (juin 2022).
La classification des sept nouvelles villes-merveilles s'est faite à l'initiative de la New Seven Wonders Foundation dirigée par Bernard Weber. Cette fondation aussi à l'origine du projet des sept nouvelles merveilles du monde et des sept nouvelles merveilles de la nature a rendu public le classement définitif des sept nouvelles villes-merveilles le 7 décembre 2014 à Dubaï.

## Projet
Le classement de sept nouvelles villes-merveilles se fait dans le prolongement de l'ambition des deux premiers projets de la fondation que furent le classement des sept nouvelles merveilles du monde et des sept merveilles de la nature. L'ambition consiste bien sûr à mettre en valeur un patrimoine humain mais aussi, comme en témoigne le nombre important de votes (quelque cent millions à travers le monde), d'élever un événement à un niveau démocratique mondial. Selon le dirigeant Bernard Weber, la mise en valeur de certaines villes par cette reconnaissance honorifique permettrait d'alimenter le débat autour des questions urbaines dans l'actualité et pour l'avenir. Les sept villes choisies sont alors les représentantes des réalisations et des aspirations de la civilisation urbaine mondiale.

### Chronologie
- 4 novembre 2011 - Lancement de la campagne New7Wonders Cities.
- Octobre 2012 - Lancement de la plateforme New7Wonders Cities
- 7 octobre 2013 - Publication de la liste des 77 villes qualifiées.
- 21 octobre 2013 - Publication de la liste des 28 finalistes choisis par le groupe d'experts
- 21 novembre 2013 - Lancement d'une application smartphone pour le vote.
- 7 octobre 2014 - Publication de la liste des 14 finalistes issus du vote des internautes.
- 24 novembre 2014 - mise en place d'un moyen de voter par courrier.
- 7 décembre 2014 - Publication de la liste définitive des sept nouvelles villes-merveilles[3].

## Vote
L'élection des villes-merveilles s'est faite selon divers procédés et suivant trois étapes plus trois étapes finales. La sélection s'est effectuée essentiellement par le vote en ligne et par le choix d'un groupe d'experts.

### Étapes du vote
- Année 2012 - Plus de 1200 villes participantes provenant de plus de 220 pays se présentent à l'événement New7Wonders Cities pour la phase des nominations.
- Jusqu'au 7 octobre 2013 - Vote en ligne et qualification de 300 villes pour l'étape suivante avec la restriction d'une ville maximum par pays plus les 77 villes ayant le plus de votes.
- Du 7 au 21 octobre 2013 - Des 77 villes en haut de la liste un groupe d'experts choisit 28 finalistes officiels[4].

### Groupe d'experts
- Federico Mayor Zaragoza
- Zaha Hadid
- Winy Maas
- Simon Anholt
- Bernard Weber
- Kennedy Odebe
- Amitabh Kundu[5]

### Étapes finales
- Du 21 octobre 2013 au 7 juillet 2014 - Vote en ligne et passage d'une liste de 28 à 21 villes.
- Du 7 juillet 2014 au 7 octobre 2014 - Vote en ligne et passage d'une liste de 21 à 14 villes.
- Du 7 octobre 2014 au 7 décembre 2014 - Vote en ligne et passage d'une liste de 14 à 7 villes[4].

### Résultat du vote final
En ordre alphabétique les sept villes-merveilles sont :
- Beyrouth (Liban)
- Doha (Qatar)
- Durban (Afrique du Sud)
- La Havane (Cuba)
- Kuala Lumpur (Malaisie)
- La Paz (Bolivie)
- Vigan (Philippines)[6]

| Ville-merveille élue | Pays           | Image |
| -------------------- | -------------- | ----- |
| Beyrouth             | Liban          |       |
| Doha                 | Qatar          |       |
| Durban               | Afrique du Sud |       |
| La Havane            | Cuba           |       |
| Kuala Lumpur         | Malaisie       |       |
| La Paz               | Bolivie        |       |
| Vigan                | Philippines    |       |